# GFTP
gFTP 是一個在*NIX上使用的（unix，linux，BSD，etc.）自由的多線程FTP 客戶端，其建基於X11R6 或以後的版本。gFTP在GPL下發布，並且已被翻譯成41種不同語言。

## 特色
- 使用 C 語言寫成 且有文字介面 和 GTK+ 1.2/2.0 介面
- 支援 FTP， HTTP 和 SSH 協定
- 支援 FXP 檔案傳輸（在兩個 ftp server 間傳輸檔案）
- 允許多檔案傳輸下載佇列
- 支援下載整個目錄和檔案
- 有書籤選單讓使用者可以快速選取遠端
- 支援斷點續傳
- 支援遠端目錄快取
- 支援拖曳檔案，即Drag and Drop
- 支援FTP 和 HTTP 代理伺服器
- 允許 passive 或是 非 passive 檔案傳輸
- 支援 Unix， EPLF， Novell， MacOS? ，和 NT(DOS) 格式目錄列表
- 全面的圖形化設定